# Quốc lộ 38
Quốc lộ 38 là tuyến giao thông đường bộ cấp quốc gia dài 87 km, kết nối tỉnh Bắc Ninh với tỉnh Hải Dương, tỉnh Hưng Yên và tỉnh Hà Nam.

## Lộ trình
Quốc lộ 38 có một đầu tại ngã ba Ninh Xá ở thành phố Bắc Ninh, chỗ giao cắt với Quốc lộ 1. Tuyến này có hướng cơ bản là Bắc-Nam, đi qua Tiên Du – cầu Hồ (bắc qua sông Đuống) – Thuận Thành – Cẩm Giàng – Bình Giang – Mỹ Hào – Ân Thi – Kim Động – TP. Hưng Yên – cầu Yên Lệnh (bắc qua sông Hồng) – Duy Tiên – Kim Bảng. Điểm cuối là ngã ba Chợ Dầu, giao cắt với Quốc lộ 21B tại nơi giáp ranh giữa Ứng Hòa và Kim Bảng. Ngoài thành phố Bắc Ninh, thành phố Hưng Yên, tuyến đường này còn chạy qua phường Hồ và các thị trấn: Kẻ Sặt, Ân Thi, Lương Bằng.
Quốc lộ 38 còn kết nối với Quốc lộ 5A tại ngã tư Quán Gỏi ở Bình Giang, kết nối với quốc lộ 17 tại ngã tư Đông Côi, kết nối với quốc lộ 1 tại nút giao Bồ Sơn ở thành phố Bắc Ninh, cao tốc Cầu Giẽ - Ninh Bình tại nút giao Vực Vòng ở thị xã Duy Tiên; các tỉnh lộ 283, 280, 376,...